# Chambon-le-Château
Chambon-le-Château är en kommun i departementet Lozère i regionen Occitanien i södra Frankrike. Kommunen ligger i kantonen Grandrieu som tillhör arrondissementet Mende. År 2018 hade Chambon-le-Château 290 invånare.

## Befolkningsutveckling
Antalet invånare i kommunen Chambon-le-Château
| Referens: INSEE |